# 勝浦有料道路
勝浦有料道路（かつうらゆうりょうどうろ）は、かつて千葉県勝浦市内にあった有料道路（国道128号バイパス）である。現在は勝浦バイパスとなっている。
2008年4月5日に無料開放され、国道128号の本線となり、それまでの本線は勝浦市道（部原交差点 - 墨名交差点（国道297号との交点））、および国道297号（墨名交差点 - 串浜）となった。

## 概要
国道128号のバイパスとして建設された道路である。勝浦市街地を通過する旧道に対し、山側に迂回するルートになっている。勝浦市街地の渋滞を予測し造られたが余り渋滞は発生しなかったほか、有料ということもあり利用者も少なく赤字路線であったが、償却期間が終了し無料化された。なお未償還金は約60億円。

### 要目
- 路線名 - 国道128号
- 起点 - 千葉県勝浦市串浜
- 終点 - 千葉県勝浦市部原
- 延長 - 3.6km
- 設計速度 - 60km/h
- 車線幅員 - 3.25m
- 車線数 - 2車線
- 事業費 - 約41億円
- 償還完了日 - 2008年4月4日
- 管理 - 千葉県道路公社

- Google マップ

## 沿革
- 1973年12月25日 - 着工
- 1978年4月5日 - 供用開始
- 2008年4月5日 - 料金徴収期間満了に伴い無料開放

## 交差する道路
- 国道297号（墨名IC）